# España durante la Transición
España sufre una transformación política durante la Transición española que inicia en 1975 con la muerte del dictador Francisco Franco y finaliza en 1982 con la victoria electoral del Partido Socialista Obrero Español en las Elecciones generales del año homónimo. Es durante esta etapa que España cambia progresivamente de un régimen falangista y autoritario de partido único al de un sistema de democracia representativa pluripartidista bajo la forma de gobierno de monarquía parlamentaria.
Durante esta época suceden las primeras elecciones democráticas desde 1936, llevadas a cabo en 1977 y desde las cuales se incluye el sufragio universal. También tendrá lugar la creación de la Constitución de 1978, vigente hasta la actualidad y el Intento del Golpe de Estado de 1981 (23-F)

## Fin de la Dictadura Franquista
El 26 de julio de 1947 se aprobó la Ley de Sucesión en la Jefatura del Estado, la cual establecía (entre otras cosas) que "España, como unidad política, es un Estado católico, social y representativo que, de acuerdo con su tradición, se declara constituido en Reino".
Esto permitió que se restableciera, en 1969 la sucesión tradicional de la Monarquía Española de los Borbones mediante la Ley 62/1969, la cual nombraba a Juan Carlos de Borbón y Borbón como sucesor de Franco. Esta había sido previamente interrumpida en dos ocasiones: En 1868 mediante la Revolución de La Gloriosa y en 1931 mediante la instauración de la Segunda República.
El 8 de junio de 1973 se nombre a Luis Carrero Blanco como Presidente del Gobierno con el fin de continuar el régimen franquista una vez  Franco falleciera. No obstante, el 20 de diciembre fue víctima de un atentado por parte de ETA, el cual le costó la vida.
El 20 de noviembre de 1975 fallece Francisco Franco, entonces Jefe del Estado Español y dos días más tarde, el 22 de noviembre, Juan Carlos juró lealtad a los principios del movimiento en las Cortes Franquistas y fue nombrado Rey conforme a lo estipulado en la ley. 
Desde 1973, la jefatura de gobierno era ostentada por Carlos Arias Navarro, el cual fue ministro de Franco  